# Nokia Ghosthunters 2009
Questa voce raccoglie le informazioni riguardanti i Nokia Ghosthunters nelle competizioni ufficiali della stagione 2009.

## Maschile

### II-divisioona 2009

#### Stagione regolare
| Nokia 31 maggio 2009, ore 17:00 1ª giornata | Nokia Ghosthunters | 45 – 7 | Salo Scorpions | Keskusurheilukenttä |

| Nokia 6 giugno 2009, ore 15:00 2ª giornata | Nokia Ghosthunters | 20 – 6 | Sipoo Bulldogs | Keskusurheilukenttä |

| Raisio 14 giugno 2009, ore 14:00 3ª giornata | Lieto Oakmen | 0 – 38 | Nokia Ghosthunters | Keskuskenttä |

| Nokia 27 giugno 2009, ore 17:00 4ª giornata | Nokia Ghosthunters | 42 – 20 | Seinäjoki Gators | Keskusurheilukenttä |

| Nokia 11 luglio 2009, ore 15:00 6ª giornata | Nokia Ghosthunters | 55 – 0 | Hyvinkää Falcons | Keskusurheilukenttä |

| Rauma 1º agosto 2009, ore 14:00 7ª giornata | Sea City Storm | 21 – 7 | Nokia Ghosthunters | Kivikylä Arena |

| Vantaa 8 agosto 2009, ore 12:30 8ª giornata | Vantaan TAFT | 28 – 21 | Nokia Ghosthunters | Tikkurilan urheilupuisto |

| Helsinki 16 agosto 2009, ore 13:00 9ª giornata | Helsinki Wolverines II | 14 – 7 | Nokia Ghosthunters | Velodromo di Helsinki |

#### Playoff
| 22 agosto 2009 Wild Card | Nokia Ghosthunters | 29 – 8 | Helsinki Wolverines II |  |

| Rauma 5 settembre 2009, ore 18:00 Semifinale | Sea City Storm | 6 – 20 | Nokia Ghosthunters | Kivikylä Arena |

| Vantaa 12 settembre 2009, ore 18:00 Finale | Vantaan TAFT | 30 – 7 | Nokia Ghosthunters | Tikkurilan urheilupuisto |

### Statistiche di squadra
| Competizione      | %Vittorie | In casa | In casa | In casa | In casa | In casa | In casa | In trasferta | In trasferta | In trasferta | In trasferta | In trasferta | In trasferta | Totale | Totale | Totale | Totale | Totale | Totale |
| Competizione      | %Vittorie | G       | V       | N       | P       | Pf      | Ps      | G            | V            | N            | P            | Pf           | Ps           | G      | V      | N      | P      | Pf     | Ps     |
| ----------------- | --------- | ------- | ------- | ------- | ------- | ------- | ------- | ------------ | ------------ | ------------ | ------------ | ------------ | ------------ | ------ | ------ | ------ | ------ | ------ | ------ |
| Stagione regolare | .625      | 4       | 4       | 0       | 0       | 162     | 33      | 4            | 1            | 0            | 3            | 73           | 63           | 8      | 5      | 0      | 3      | 235    | 96     |
| Playoff           | .667      | 1       | 1       | 0       | 0       | 29      | 8       | 2            | 1            | 0            | 1            | 26           | 40           | 3      | 2      | 0      | 1      | 55     | 48     |
| Totale            | .636      | 5       | 5       | 0       | 0       | 191     | 41      | 6            | 2            | 0            | 4            | 99           | 103          | 11     | 7      | 0      | 4      | 290    | 144    |

## Femminile

### Naisten Vaahteraliiga 2009

#### Stagione regolare
| Nokia 7 giugno 2009, ore 14:00 1ª giornata | Nokia Ghosthunters | 6 – 76 | Helsinki Roosters | Keskusurheilukenttä |

| Jyväskylä 14 giugno 2009, ore 14:30 2ª giornata | Jyväskylä Jaguars | 80 – 28 | Nokia Ghosthunters | Palokan urheilukeskus |

| Oulu 4 luglio 2009, ore 13:00 3ª giornata | Oulu Northern Lights | 63 – 0 | Nokia Ghosthunters | Castrenin urheilukeskus |

| Helsinki 10 luglio 2009, ore 19:00 4ª giornata | Helsinki Lady Demons | 88 – 8 | Nokia Ghosthunters | Velodromo di Helsinki |

| Nokia 26 luglio 2009, ore 16:00 Recupero 5ª giornata | Nokia Ghosthunters | 28 – 34 (d.t.s.) | Kouvola Indians | Siuron urheilukenttä |

### Statistiche di squadra
| Competizione      | %Vittorie | In casa | In casa | In casa | In casa | In casa | In casa | In trasferta | In trasferta | In trasferta | In trasferta | In trasferta | In trasferta | Totale | Totale | Totale | Totale | Totale | Totale |
| Competizione      | %Vittorie | G       | V       | N       | P       | Pf      | Ps      | G            | V            | N            | P            | Pf           | Ps           | G      | V      | N      | P      | Pf     | Ps     |
| ----------------- | --------- | ------- | ------- | ------- | ------- | ------- | ------- | ------------ | ------------ | ------------ | ------------ | ------------ | ------------ | ------ | ------ | ------ | ------ | ------ | ------ |
| Stagione regolare | .000      | 2       | 0       | 0       | 2       | 34      | 110     | 3            | 0            | 0            | 3            | 36           | 231          | 5      | 0      | 0      | 5      | 70     | 341    |
| Totale            | .000      | 2       | 0       | 0       | 2       | 34      | 110     | 3            | 0            | 0            | 3            | 36           | 231          | 5      | 0      | 0      | 5      | 70     | 341    |